# Nerbis
Nerbis ist eine französische Gemeinde mit 267 Einwohnern (Stand 1. Januar 2022) im Département Landes in der Region Nouvelle-Aquitaine (vor 2016 Aquitanien). Sie gehört zum Arrondissement Dax und zum Kanton Coteau de Chalosse. 
Die Gemeinde Nerbis liegt am Adour, etwa 28 Kilometer östlich von Dax. Sie grenzt im Norden an Souprosse, im Osten an Toulouzette, im Südosten an Hauriet und im Südwesten und im Westen an Mugron.

## Bevölkerungsentwicklung
| Jahr      | 1962 | 1968 | 1975 | 1982 | 1990 | 1999 | 2008 | 2018 |
| --------- | ---- | ---- | ---- | ---- | ---- | ---- | ---- | ---- |
| Einwohner | 222  | 201  | 199  | 213  | 256  | 251  | 238  | 266  |

## Sehenswürdigkeiten
- Kirche Saint-Pierre aus dem 5. Jahrhundert, seit 2003 als Monument historique ausgewiesen

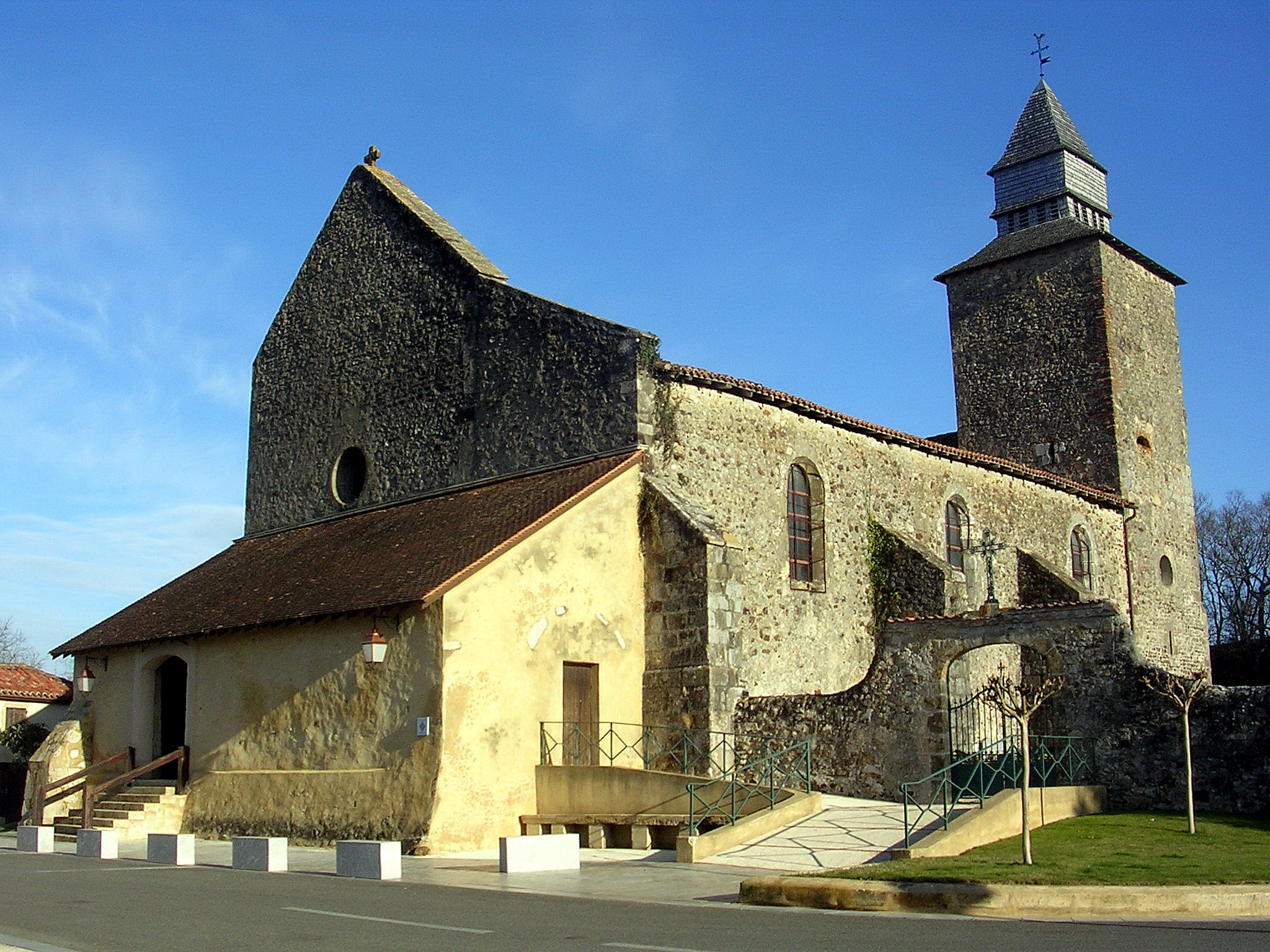
Kirche Saint-Pierre